# Kačarevo
Kačarevo (cyr. Качарево) – miasto w Serbii, w Wojwodinie, w okręgu południowobanackim, w mieście Pančevo. W 2011 roku liczyło 7100 mieszkańców.